# Cole Harbour (Nova Scotia)
Cole Harbour ist eine Gemeinde in Nova Scotia, Kanada, die Teil der Halifax Regional Municipality ist.

## Geographie
Es liegt 6 Kilometer östlich des zentralen Geschäftsviertels von Dartmouth und hat seinen Namen von Cole Harbour, einem Naturhafen.
Cole Harbour grenzt an und unmittelbar östlich der ehemaligen Stadtgrenze von Dartmouth; Vor der kommunalen Zusammenlegung und der Gründung der Halifax Regional Municipality im Jahr 1995 war Cole Harbour ein nicht rechtsfähiges Dorf innerhalb der Gemeinde der Grafschaft Halifax.

## Transport
Das Zentrum von Cole Harbour liegt an der Kreuzung des Forest Hills Parkway und der Route 207 (Cole Harbour Road). Ein kleines Geschäftsviertel liegt an der Route 207 mit mehreren Wohnvierteln wie Forest Hills und Colby Village nördlich und südlich dieser Straße.
Der Forest Hills Parkway verbindet die Gemeinde mit dem Highway 107, während die Cole Harbour Road weiter westlich in Dartmouth in die Portland Street übergeht und an den Highway 111 anschließt. In den 1970er und 1980er Jahren erfolgte nach der Fertigstellung des Highway 111 und der Verbreiterung der Cole Harbour Road eine umfangreiche Wohn- und Gewerbeentwicklung.
Bis Mitte der 1980er Jahre betrieb CN Rail eine Bahnstrecke von Dartmouth nach Upper Musquodoboit, wobei ein Teil der Strecke den südlichen Rand der Gemeinde kreuzte. Der verlassene Schienenkorridor wurde in einen Schienenweg namens Salt Marsh Trail umgewandelt und ist Teil des Trans Canada Trail.

## Persönlichkeiten
- Sidney Crosby (* 1987), Eishockeyspieler (Weltmeister 2015; Olympiasieger 2010, 2014; Stanley-Cup-Sieger 2009, 2016, 2017)
- Nathan MacKinnon (* 1995), Eishockeyspieler (Weltmeister 2015; Stanley-Cup-Sieger 2022)